# AirAsia Cambodia
AirAsia Cambodia (Tiếng Khmer: អ៊ែរ អេស៊ា ខេមបូឌា) là một hãng hàng không giá rẻ của Campuchia có trụ sở tại Phnôm Pênh. Đây là liên doanh giữa AirAsia của Malaysia và doanh nghiệp địa phương Sivilai Asia của Campuchia. Hãng được ra mắt vào ngày 9 tháng 12 năm 2022 và bắt đầu hoạt động vào ngày 2 tháng 5 năm 2024. Campuchia là quốc gia thứ năm ở Đông Nam Á mà Capital A thành lập thương hiệu AirAsia.

## Lịch sử hoạt động
Vào tháng 5 năm 2017, AirAsia đã có kế hoạch mở một công ty con tại Campuchia để phục vụ lượng khách du lịch tăng từ Malaysia đến thăm các thành phố Phnôm Pênh, Siem Reap và Sihanoukville của Campuchia. Vào tháng 11 năm 2019, sau một thời gian ngắn gián đoạn, AirAsia đã tiếp tục kế hoạch thành lập một công ty con tại Campuchia, được Cục Hàng không Dân dụng Nhà nước hỗ trợ vào tháng 1 năm 2020.
Vào ngày 9 tháng 12 năm 2022, AirAsia và Sivilai Asia đã ký một thỏa thuận liên doanh để thành lập AirAsia Cambodia. Capital A, công ty mẹ của Tập đoàn AirAsia, sẽ sở hữu 51% cổ phần của hãng, trong khi tập đoàn khách sạn Sivilai Asia sẽ sở hữu phần cổ phần còn lại. Sau khi được các cơ quan quản lý chấp thuận, vào ngày 18 tháng 3 năm 2024, hãng đã được ra mắt. Vào ngày 2 tháng 5 năm 2024, hãng bắt đầu hoạt động.

## Điểm đến
| Quốc gia  | Thành phố     | Sân bay                          | Ghi chú |
| --------- | ------------- | -------------------------------- | ------- |
| Campuchia | Phnôm Pênh    | Sân bay quốc tế Phnôm Pênh       | Căn cứ  |
| Campuchia | Siem Reap     | Sân bay quốc tế Siem Reap–Angkor |         |
| Campuchia | Sihanoukville | Sân bay quốc tế Sihanoukville    |         |
| Malaysia  | Kuala Lumpur  | Sân bay quốc tế Kuala Lumpur     |         |
| Singapore | Singapore     | Sân bay Changi Singapore         |         |
| Việt Nam  | Hà Nội        | Sân bay quốc tế Nội Bài          |         |
| Việt Nam  | Hồ Chí Minh   | Sân bay quốc tế Tân Sơn Nhất     |         |

## Đội bay
Độ tuổi trung bình của đội bay tính đến tháng 2 năm 2025 là 13.2 năm.
Tính đến tháng 2 năm 2025:
| Máy bay         | Đang hoạt động | Đặt hàng | Hành khách | Ghi chú         |
| --------------- | -------------- | -------- | ---------- | --------------- |
| Airbus A320-200 | 2              | 3        | 180        | XU-818 & XU-819 |
| Tổng cộng       | 2              | 3        |            |                 |